# Urumchia
Urumchia es un género de terápsido terocéfalo de comienzos del Triásico de China. El tipo Urumchia lii fue descrito por el paleontólogo chino C. C. Young (Yang Zhongjian) en 1952 en la Formación Jiucaiyuan en Xinjiang. El cráneo del holotipo se ha extraviado, pero Young pudo describir la especie utilizando un molde detallado del cráneo. Urumchia es similar al terocéfalo Regisaurus de Sudáfrica en cuanto a su par de huesos vómer expandidos en la parte inferior del cráneo que forman un paladar secundario. En Urumchia el extremo frontal del vómer se angosta hacia un extremo, mientras que en Regisaurus no se observa esta característica. Urumchia tiene seis incisivos en cada lado de su maxilar superior, una característica primitiva entre los terocéfalos baurioideos que por lo general poseen un menor número de incisivos.